# JR Central Towers Hotel
La JR Central Towers Hotel est un gratte-ciel de Nagoya qui mesure 226 m pour 53 étages.